# Corbera de Llobregat (kommunhuvudort)
Corbera de Llobregat är en kommunhuvudort i Spanien.   Den ligger i provinsen Província de Barcelona och regionen Katalonien, i den östra delen av landet, 500 km öster om huvudstaden Madrid. Corbera de Llobregat ligger 327 meter över havet och antalet invånare är 13 843.
Terrängen runt Corbera de Llobregat är huvudsakligen kuperad, men åt nordost är den platt. Runt Corbera de Llobregat är det tätbefolkat, med 276 invånare per kvadratkilometer. Närmaste större samhälle är L'Hospitalet de Llobregat, 16,3 km öster om Corbera de Llobregat. 